# Magali Déa
Pour les articles homonymes, voir Déa.
Magali Déa, de son vrai nom Magali Fallourd, est une parolière française née en 1942.

## Biographie
Magali Déa écrit des textes pour plusieurs artistes populaires tout au long des années 1960, 1970 et 1980, souvent sur des musiques du compositeur Francis Lai. Elle signe ses chansons sous le nom de Magali Déa mais aussi parfois sous celui de Magali Fallourd. C’est particulièrement au Québec qu’elle se fait connaître, notamment pour son association avec la chanteuse Nicole Martin. Mais auparavant, dans les années soixante, elle signe plusieurs titres pour le chanteur Romuald (Romuald Figuier) dont Algalis, Tous les deux, Plumes et paillettes, King Kong et Qu’elle est belle la vie. Elle écrit aussi, en collaboration avec le compositeur Jean Renard, la chanson Yaël pour Erik Montry.
Dès 1976, la parolière travaille avec Francis Lai expressément pour la chanteuse québécoise Nicole Martin en lui écrivant à l’automne de cette année-là la chanson Je lui dirai qui devient l’un des plus grands succès de l’artiste, en plus d’être la chanson titre de l’album qui paraît quelques mois plus tard, en février 1977 (album Je lui dirai). À l’automne de cette même année, Magali Déa lui écrit le texte de la chanson Bonsoir tristesse sur une musique de Francis Lai. La chanson devient un immense succès tant au Japon qu’au Québec et remporte pour le Canada le « Prix de la meilleure chanson étrangère » au Yamaha Music Festival qui se déroule en novembre 1977.
Magali Déa continue d’écrire pour Nicole Martin et toujours sur des musiques de Francis Lai. En 1978, pour l’album intitulé Ne t'en va pas que Nicole Martin enregistre à Paris, la parolière lui écrit trois titres : Ta vie, Quelques pas dans la ronde et De la pluie à l’amour. À cette époque, elle écrit aussi pour le chanteur français Jean-Paul Keller (Comme un jour) ainsi que pour l’interprète Pierre Falco et, en 1977, pour Robert Donat (Quand on est fait pour être heureux).
Plus tard, en 1981, Magali Déa participe au scénario du film Madame Claude 2 du réalisateur François Mimet, qui est la suite du film Madame Claude de 1977. Ces deux productions sont en fait le récit de la vie de Madame Claude, de son vrai nom Fernande Grudet, connue pour avoir été à la tête d'un réseau de prostitution qui travaillait dans les années 1960 et 1970 pour des dignitaires de gouvernements, des diplomates et de hauts fonctionnaires[réf. souhaitée]. La chanson thème du film, interprétée à la fois en français (J’attends l’amour) et en anglais (I Wait For Love) par Kim Harlow, est écrite par  Magali Déa sur une musique de son complice  Francis Lai.
Elle écrit également au fil des ans plusieurs textes sur des musiques de Mireille (Mon cœur), Bernard Algarra (Croque vacances), Gérard Thouret (Devine), Jean Musy (Ne dis rien), Jean-Jacques Lafon (Tant d’amour et Quand plus rien ne va), Henri Salvador (Qui es-tu ? et Fragile), Alexandre Schwab (Ça ne s’oublie pas) et Guy Bonnet (Nom en or).
En 1990, Magali Déa publie son premier roman “Un pas vers l'été“ aux éditions Denoël.
Magali Déa met de côté son métier de parolière en 1994 pour devenir jusqu’en 2000 rédactrice en chef du TF1 Magazine, destiné aux professionnels de la presse. Au cours de ses activités professionnelles, elle fait la connaissance de Gérard Garouste,  peintre sculpteur et initiateur de|La Source,  association qui s’occupe  de la réinsertion des jeunes en difficulté par le biais de l’art (peinture, sculpture, arts graphiques, écriture, vidéo, comédie, etc., à La Guéroulde,  en Normandie. Elle le rejoint et en 2002, il lui propose d'assurer la présidence de la seconde structure qui se monte à Chaussy dans le Val-d'Oise (Vexin), à la demande du Conseil Régional, “La Source-Villarceaux. De 2002 à 2015, 3 autres |Sources verront successivement le jour, l'une à Dinard, l'autre à Annonay et la cinquième au Musée Rodin de Meudon.
Mais Magali Déa revient à ses premières amours, l'écriture, à savoir la prose et la versification qu'elle décide de faire coexister dans un nouveau roman “Heureux qui, comme Agathe...“ publié le 24 décembre 2015, chez Édilivre.  Un titre aussi représentatif de l'esprit du personnage principal que de l'auteur...

## Prix
- 1977 : Grand Prix pour la meilleure chanson étrangère de l'année 1977 au « Yamaha World Popular Song Festival » (à Tokyo au Japon) avec la chanson Bonsoir tristesse (musique de Francis Lai), interprétée par Nicole Martin.